# Куединский район
Куеди́нский район — административный район Пермского края России. На территории района образован Куединский муниципальный округ. Административный центр — посёлок Куеда.

## География
Куединский район находится на юге Пермского края, на границе с Башкортостаном. На севере граничит с Бардымским и Еловским районами, на востоке — с Чернушинским, на западе — с Чайковским районом. Площадь района — 2616 км².
Территория района расположена в равнинно-холмистом Предуралье, на Буйской равнине, частично на Тулвинской возвышенности. На юге и западе рельеф спокойный, равнинный. На севере и востоке рельеф увалистый, много мелких рек. Климат района умеренно континентальный, средняя температура июля более +20 градусов. Небольшие реки бассейна Камы. Район лежит в подзоне темнохвойно-широколиственных лесов.

## История
Район создан в 1924 году как Бикбардинский район в составе Сарапульского округа Уральской области. 31 декабря 1925 года переименован в Куединский район. В состав Пермской области он вошёл в 1938 году. В годы войны в посёлке Куеда находился госпиталь и школа пилотов. 4 ноября 1959 года к Куединскому району была присоединена часть территории упразднённого Усинского района.

## Население
| 2000    | 2002    | 2005    | 2006    | 2007    | 2008    | 2009    | 2010    | 2011    |
| ------- | ------- | ------- | ------- | ------- | ------- | ------- | ------- | ------- |
| 32 516  | ↘31 429 | ↘31 052 | ↘30 900 | ↘30 700 | ↘30 576 | ↘30 498 | ↘26 952 | ↘26 890 |
| 2012    | 2013    | 2014    | 2015    | 2016    | 2017    | 2018    | 2019    | 2020    |
| ↘26 737 | ↘26 367 | ↘25 867 | ↘25 561 | ↘25 379 | ↘24 984 | ↘24 564 | ↘24 187 | ↘23 879 |
| 2021    | 2023    |         |         |         |         |         |         |         |
| ↗23 885 | ↘23 317 |         |         |         |         |         |         |         |

### Национальный состав
Русские — 66,2 %, удмурты — 18 %, башкиры — 6 %, татары — 6 %, чуваши — 3,8 %

## Муниципальное устройство
В рамках организации местного самоуправления в границах района образован Куединский муниципальный округ. 

Первоначально, в 2004—2020 годах, был Куединский муниципальный район, в состав которого входило 10 сельских поселений. В 2020 году муниципальный район и все входившие в него сельские поселения были объединены в новое муниципальное образование — Куединский муниципальный округ.
| №  | Наименование                        | Административный центр                      | Количество населённых пунктов | Население (чел.) |
| -- | ----------------------------------- | ------------------------------------------- | ----------------------------- | ---------------- |
| 1  | Бикбардинское сельское поселение    | село Бикбарда                               | 10                            | ↘827             |
| 2  | Большегондырское сельское поселение | село Большой Гондыр                         | 10                            | ↘2654            |
| 3  | Большекустовское сельское поселение | село Большие Кусты                          | 5                             | ↘932             |
| 4  | Большеусинское сельское поселение   | село Большая Уса                            | 8                             | ↘2019            |
| 5  | Куединское сельское поселение       | посёлок Куеда                               | 13                            | ↗11 654          |
| 6  | Нижнесавинское сельское поселение   | село Центральная Усадьба 3-го Госконезавода | 3                             | ↘860             |
| 7  | Ошьинское сельское поселение        | село Ошья                                   | 10                            | ↘1387            |
| 8  | Талмазское сельское поселение       | село Большой Талмаз                         | 7                             | ↘534             |
| 9  | Федоровское сельское поселение      | село Фёдоровск                              | 9                             | ↘1011            |
| 10 | Шагиртское сельское поселение       | село Старый Шагирт                          | 8                             | ↘2001            |

## Населённые пункты
В Куединском районе 78 населённых пунктов: все они — сельские.
| №  | Населённый пункт                       | Тип              | Население | Бывшее поселение                    |
| -- | -------------------------------------- | ---------------- | --------- | ----------------------------------- |
| 1  | Альняш                                 | деревня          | 112       | Шагиртское сельское поселение       |
| 2  | Арей                                   | деревня          | 3         | Куединское сельское поселение       |
| 3  | Аряж                                   | село             | 390       | Федоровское сельское поселение      |
| 4  | Бадашка                                | деревня          | 167       | Куединское сельское поселение       |
| 5  | Барабан                                | деревня          | 153       | Большегондырское сельское поселение |
| 6  | Батманы                                | деревня          | 110       | Ошьинское сельское поселение        |
| 7  | Бикбарда                               | село             | 510       | Бикбардинское сельское поселение    |
| 8  | Большая Уса                            | село             | ↘1340     | Большеусинское сельское поселение   |
| 9  | Большие Кусты                          | село             | 723       | Большекустовское сельское поселение |
| 10 | Большой Гондыр                         | село             | ↗1343     | Большегондырское сельское поселение |
| 11 | Большой Дубовик                        | деревня          | 23        | Большеусинское сельское поселение   |
| 12 | Большой Каскасал                       | деревня          | 143       | Талмазское сельское поселение       |
| 13 | Большой Талмаз                         | село             | 231       | Талмазское сельское поселение       |
| 14 | Верх-Буй                               | деревня          | 3         | Федоровское сельское поселение      |
| 15 | Верх-Гондыр                            | деревня          | 234       | Большегондырское сельское поселение |
| 16 | Верхний Иргиш                          | деревня          | 90        | Большеусинское сельское поселение   |
| 17 | Верхний Тымбай                         | деревня          | 93        | Большекустовское сельское поселение |
| 18 | Верхняя Ошья                           | деревня          | 87        | Ошьинское сельское поселение        |
| 19 | Верхняя Сава                           | село             | 488       | Шагиртское сельское поселение       |
| 20 | Верх-Уса                               | деревня          | 137       | Большеусинское сельское поселение   |
| 21 | Верх-Шагирт                            | деревня          | 0         | Талмазское сельское поселение       |
| 22 | Вильгурт                               | деревня          | 27        | Большегондырское сельское поселение |
| 23 | Гарюшка                                | деревня          | 2         | Куединское сельское поселение       |
| 24 | Гожан                                  | деревня          | 513       | Шагиртское сельское поселение       |
| 25 | Губаны                                 | деревня          | 123       | Федоровское сельское поселение      |
| 26 | Дойная                                 | деревня          | 407       | Большеусинское сельское поселение   |
| 27 | Дубленевка                             | деревня          | 15        | Ошьинское сельское поселение        |
| 28 | Дубовая Гора                           | деревня          | 23        | Федоровское сельское поселение      |
| 29 | Еламбуй Первый                         | деревня          | 83        | Федоровское сельское поселение      |
| 30 | Земплягаш                              | село             | 177       | Талмазское сельское поселение       |
| 31 | Змеевка                                | деревня          | 50        | Ошьинское сельское поселение        |
| 32 | Искильда                               | деревня          | 129       | Федоровское сельское поселение      |
| 33 | Казарма 1246 км                        | населённый пункт | 4         | Большегондырское сельское поселение |
| 34 | Казарма 1281 км                        | населённый пункт | 13        | Бикбардинское сельское поселение    |
| 35 | Калмияры                               | деревня          | 112       | Бикбардинское сельское поселение    |
| 36 | Кашка                                  | деревня          | 151       | Большекустовское сельское поселение |
| 37 | Кипчак                                 | деревня          | 476       | Большегондырское сельское поселение |
| 38 | Кирга                                  | деревня          | 538       | Большегондырское сельское поселение |
| 39 | Китрюм                                 | деревня          | 156       | Шагиртское сельское поселение       |
| 40 | Ключики                                | деревня          | 22        | Бикбардинское сельское поселение    |
| 41 | Колегово                               | деревня          | 13        | Большеусинское сельское поселение   |
| 42 | Коровино                               | деревня          | 25        | Ошьинское сельское поселение        |
| 43 | Краснояр                               | село             | 316       | Куединское сельское поселение       |
| 44 | Куеда                                  | посёлок          | ↘9457     | Куединское сельское поселение       |
| 45 | Лайга                                  | деревня          | 142       | Талмазское сельское поселение       |
| 46 | Малая Тапья                            | деревня          | 182       | Куединское сельское поселение       |
| 47 | Малые Кусты                            | деревня          | 40        | Большекустовское сельское поселение |
| 48 | Малый Дубовик                          | деревня          | 64        | Большеусинское сельское поселение   |
| 49 | Малый Талмаз                           | деревня          | 7         | Талмазское сельское поселение       |
| 50 | Маныш                                  | деревня          | 122       | Куединское сельское поселение       |
| 51 | Маркидоновка                           | деревня          | 276       | Федоровское сельское поселение      |
| 52 | Москудья                               | деревня          | 90        | Нижнесавинское сельское поселение   |
| 53 | Нижний Тымбай                          | деревня          | 62        | Большекустовское сельское поселение |
| 54 | Нижняя Сава                            | деревня          | 131       | Нижнесавинское сельское поселение   |
| 55 | Никольское Раздолье                    | деревня          | 170       | Куединское сельское поселение       |
| 56 | Новонатальино                          | деревня          | 24        | Бикбардинское сельское поселение    |
| 57 | Новый Шагирт                           | деревня          | 47        | Шагиртское сельское поселение       |
| 58 | Окулов                                 | починок          | 70        | Большеусинское сельское поселение   |
| 59 | Ошья                                   | село             | 602       | Ошьинское сельское поселение        |
| 60 | Пантелеевка                            | село             | 228       | Ошьинское сельское поселение        |
| 61 | Пильва                                 | деревня          | 87        | Талмазское сельское поселение       |
| 62 | Потураевка                             | деревня          | 19        | Бикбардинское сельское поселение    |
| 63 | Рабак                                  | посёлок станции  | 86        | Большегондырское сельское поселение |
| 64 | Русские Чикаши                         | село             | 136       | Бикбардинское сельское поселение    |
| 65 | Союз                                   | деревня          | 80        | Большегондырское сельское поселение |
| 66 | Старый Шагирт                          | село             | 820       | Шагиртское сельское поселение       |
| 67 | Степановка                             | деревня          | 11        | Бикбардинское сельское поселение    |
| 68 | Степановка                             | деревня          | 137       | Шагиртское сельское поселение       |
| 69 | Тапья                                  | деревня          | 110       | Федоровское сельское поселение      |
| 70 | Татаро-Чикаши                          | деревня          | 193       | Бикбардинское сельское поселение    |
| 71 | Тукаш                                  | деревня          | 17        | Ошьинское сельское поселение        |
| 72 | Удмурт-Шагирт                          | деревня          | 212       | Шагиртское сельское поселение       |
| 73 | Узяр                                   | деревня          | 353       | Ошьинское сельское поселение        |
| 74 | Урада                                  | деревня          | 267       | Ошьинское сельское поселение        |
| 75 | Урталга                                | село             | 414       | Куединское сельское поселение       |
| 76 | Участок 3-го Госконезавода             | деревня          | 107       | Большегондырское сельское поселение |
| 77 | Фёдоровск                              | село             | 265       | Федоровское сельское поселение      |
| 78 | Центральная Усадьба 3-го Госконезавода | село             | 800       | Нижнесавинское сельское поселение   |

Упразднённые населённые пункты:
- 2001 год — деревни Пастуховка, Медянка и посёлок Производственный участок включены в состав посёлка Куеда[24].
- 2005 год — деревни Покровка, Вашутино, Тапьюшка, Чистоканы, Барановка и Казарма 1253 км[25].
- 2008 год — деревня Каменный Ключ[26].
- 2009 год — посёлок разъезда Бикбарда[27].
- 2011 год — деревни Чиганда и Малый Гондыр (последняя включена в село Большой Гондыр)[28].
- 2023 год — Казарма 1279 км и Казарма 1287 км[29].
- 2025 год — деревни Куеда, Трегубовка и Солодовка[30].

По состоянию на 1 января 1981 года на территории Куединского района было 115 населённых пунктов: 1 рабочий посёлок (Куеда) и 114 сельских населённых пунктов.  В 1994 году Куеда преобразована в сельский населённый пункт (посёлок).

## Руководители
На выборах 1 марта 2009 года на пост главы 2-й раз вступил Александр Петрович Макаров.
В результате выборов 14 сентября 2014 года на пост главы района вступил Александр Данилович Горбунов.

## Экономика
Основу экономики Куединского района составляет нефтедобыча и сельхозпроизводство.
На территории района расположены месторождения газа (Альняшское, Быркинское, Гондыревское, Кирилловское, Кудрявцевское, Куедино-Красноярское, Кустовское, Аряжское и Калмиярское) и нефти (Аряжское, Калмиярское, Альняшское, Быркинское, Гондыревское, Кирилловское, Кудрявцевское, Куедино-Красноярское, Кустовское, Мало-Усинское, и др.)
Специализация сельскохозяйственного производства — зерновая и мясо-молочная. В районе имеется 27 сельскохозяйственных предприятий и 180 фермерских хозяйств. Работает Конезавод № 2 (село Большие Кусты). Ведётся также лесозаготовка — ежегодная расчётная лесосека 92,7 тыс. куб. м.
Через район проходит железная дорога, имеется несколько автомобильных дорог.

## Социальная сфера
На территории района 46 общеобразовательных учреждений. Имеется также районная больница, дом культуры, центральная районная библиотека и центральная детская библиотека. Издаётся районная газета «Куединский вестник». Православная церковь Успения Пресвятой Богородицы.
Спортивная школа посёлка Куеда имеет большие традиции: за 40 лет её работы 14 воспитанников стали чемпионами и призёрами СССР и России по самбо и дзюдо, подготовлено более тридцати мастеров спорта, три заслуженных и шесть мастеров спорта международного класса.
В Куеде также есть Православная церковь свт. Стефана Великопермского